# Stroncijum titanat
Stroncijum titanat je oksid stroncijuma i titanijuma sa formulom O3. Na sobnoj temperaturi, on je centralno simetrični paraelektrični materijal sa perovskitnin strukturom. Na niskim temperaturama on se približava feroelektričnoj fazi prelaza sa velikom dielektričnom konstantom ~104. Dugo se mislilo da je on isključivo veštački materijal, dok 1982 prirodni mineral tausonit nije otkriven u Sibiru. Tausonit je izuzetno redak mineral u prirodi. On se javlja u veoma malim kristalima. Najvažnija primena njegovog sintetičkog oblika je u optici, u varistorima, i keramici.